# Oplosmiddel
Een oplosmiddel of solvent (Engels) is een stof waarin andere materialen opgelost kunnen worden. In het huishoudelijk gebruik komen veel producten voor waarin oplosmiddelen zijn verwerkt. Oplosmiddelen worden bijvoorbeeld gebruikt voor het oplossen van vaste stoffen (jodium, zout, pijnstillers), het vloeibaar houden van anders harde substanties (drukinkt, schoensmeer, lijm) en het verspreiden van geuren (aftershave, luchtverfrisser, toiletblok). Vluchtige oplosmiddelen kunnen gebruikt worden in producten waarbij snelle droging door middel van verdamping gewenst is (verf).

## Soorten oplosmiddelen
In het gewone spraakgebruik wordt oplosmiddel meestal gebruikt voor verschillende soorten synthetische organische oplosmiddelen. Daarmee wordt voorbijgegaan aan een van de meest voorkomende ideale oplosmiddelen: water.

### Water
Doordat water een goed oplosmiddel is voor een heel grote groep verbindingen, functioneren levende systemen zoals ze dat doen. Water is oplosmiddel voor tal van (voedings)zouten, suikers en eiwitten. Alleen veel vetachtige stoffen lossen slecht op in water.
Water wordt gerekend tot de polaire oplosmiddelen. Het watermolecuul is gepolariseerd als gevolg van een verschil in elektronegativiteit tussen waterstof en zuurstof. Bij het in oplossing gaan van zouten wordt de positieve kant van het watermolecuul gebruikt om de negatieve ionen te binden, de negatieve kant van het watermolecuul bindt aan de positieve ionen.
Ook moleculen die zelf over polaire gedeelten beschikken, zoals alcoholen, carbonzuren, esters of ethers, lossen vaak goed op in water. Tafelsuiker is een ander voorbeeld.

### Organische oplosmiddelen
Er bestaan verschillende soorten oplosmiddelen. De organische oplosmiddelen zijn in vier groepen in te delen:
1. De alifatische koolwaterstoffen, zoals n-hexaan en terpentine.
2. De aromatische en cyclische koolwaterstoffen, zoals benzeen, tolueen, ethylbenzeen en xyleen. Deze vier verbindingen staan ook bekend onder acroniem BTEX. Ze zijn carcinogeen. Terpentijn behoort tot de terpenen, ze bevat meestal alfa-pineen, bèta-pineen en nog enkele andere terpenen, (van Pinus).
3. De zuurstofbevattende oplosmiddelen als esters, ketonen, alcoholen, ethers en aldehyden.
4. Chloorhoudende koolwaterstoffen, waarvan dichloormethaan, trichlooretheen, 1,2,4-trichloorbenzeen en tetrachlooretheen de meest bekende zijn. Deze laatste zijn veel gebruikt bij chemische wasserijen en aluminiumfabrieken.

Als alternatief voor mogelijke schadelijke oplosmiddelen, wordt tegenwoordig steeds vaker gebruikgemaakt van superkritisch CO2.

### Anorganische oplosmiddelen
Daarnaast zijn er ook anorganische oplosmiddelen. Water is het bekendste voorbeeld. Het proces van oplossen in water berust op het creëren van waterstofbruggen tussen de op te lossen stof en het oplosmiddel en/of de vorming van complexen zoals bij solvatatie van natrium-ionen in water. Sommige organische verbindingen lossen slecht op in water, omdat hun moleculen geen deel bevatten dat een waterstofbrug kan vormen. Zeep kan dit verhelpen, omdat zeep amfifiel is, d.w.z. dat een zeepmolecuul twee verschillende groepen bevat. Het ene molecuuldeel kan waterstofbruggen vormen met water, het andere einde is apolair en kan een non-covalente interactie aangaan met de op te lossen organische stof.

## Milieubelasting
Niet alle oplosmiddelen zijn even ongevaarlijk. Zo zijn sommige oplosmiddelen schadelijk voor de gezondheid, de ozonlaag en het grondwater.

## Gezondheidsgevaren
Bepaalde oplosmiddelen (zowel organisch als anorganisch) zijn schadelijk voor de gezondheid: ze kunnen irriterend zijn, misselijkheid veroorzaken en zelfs kankerverwekkend zijn of schade toebrengen aan het ongeboren kind.